# Wem
Wem – miasto w Wielkiej Brytanii, w Anglii, w regionie West Midlands, w hrabstwie Shropshire, w dystrykcie (unitary authority) Shropshire. W 2001 roku miasto liczyło 5142 mieszkańców.
Wem jest wspomniana w Domesday Book (1086) jako Weme.